# ジミー・カーターの死と国葬

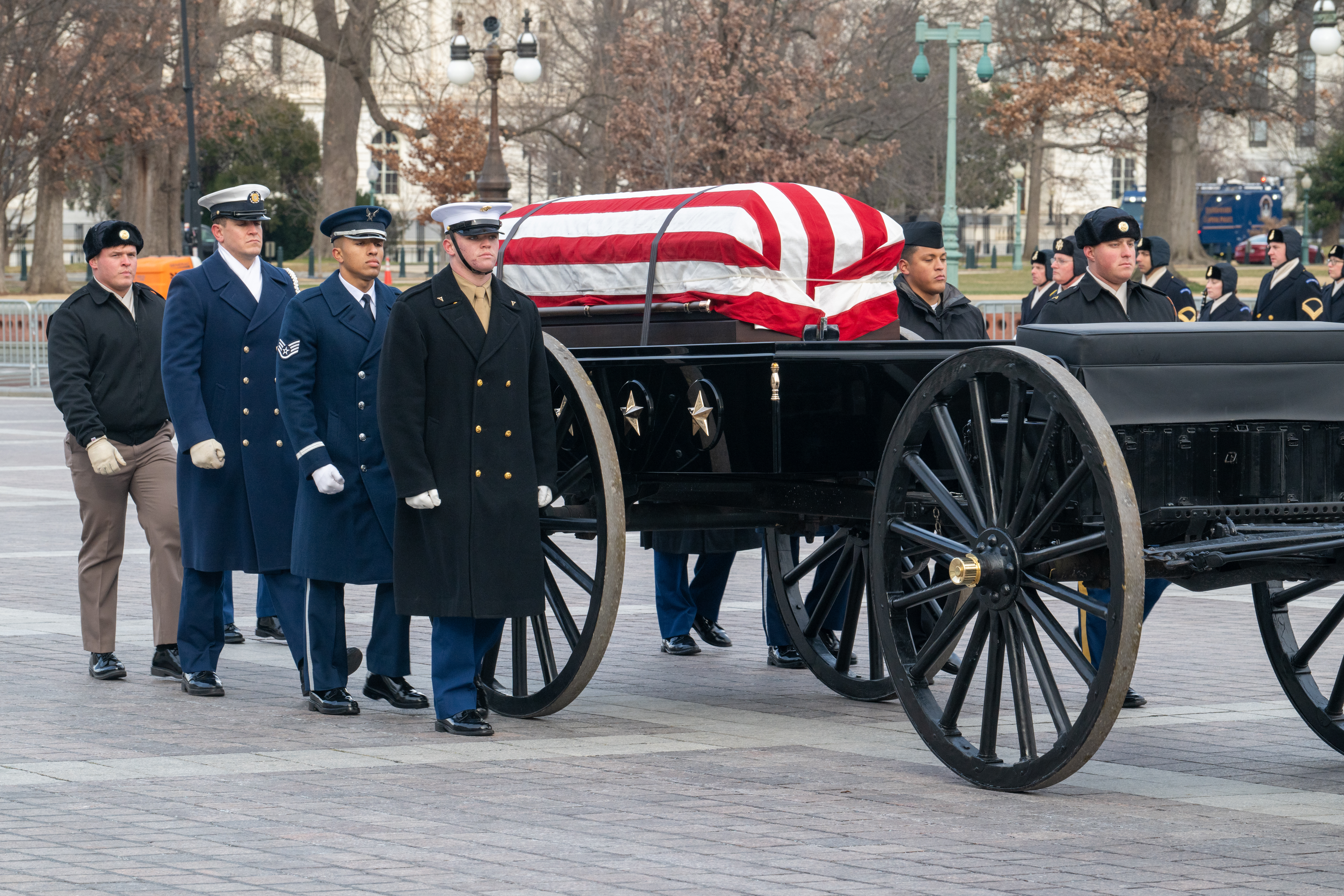
運ばれるジミー・カーターの棺

ジミー・カーターの死と国葬について解説する。2024年12月29日、アメリカ合衆国元大統領のジミー・カーターがジョージア州の自宅で死去した。100歳89日であった。歴代のなかでも史上最高齢で死去したアメリカ大統領であった。

## 死去と反応
2024年12月29日、アメリカ合衆国元大統領ジミー・カーターはジョージア州の自宅で家族に見守られながら死去した。100歳没。死因は自然死とされている。大統領経験者が死去するのは2018年のジョージ・H・W・ブッシュ以来6年ぶりの出来事であった。ジョー・バイデン前大統領は「素晴らしい指導者を失った」と発表し、国葬は2025年1月4日から1月9日まで行うとした。

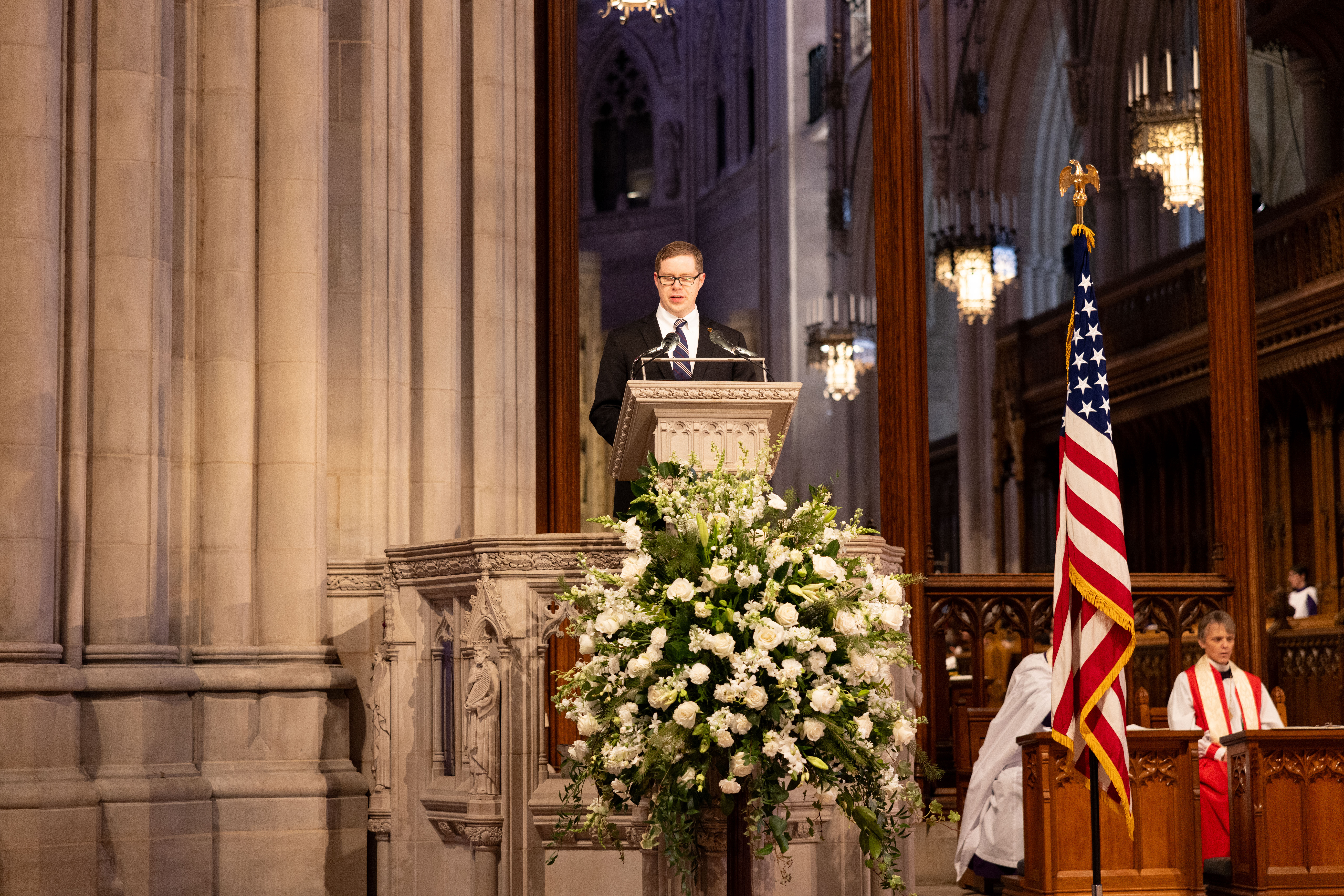
ジミー・カーターの家族

## 国葬

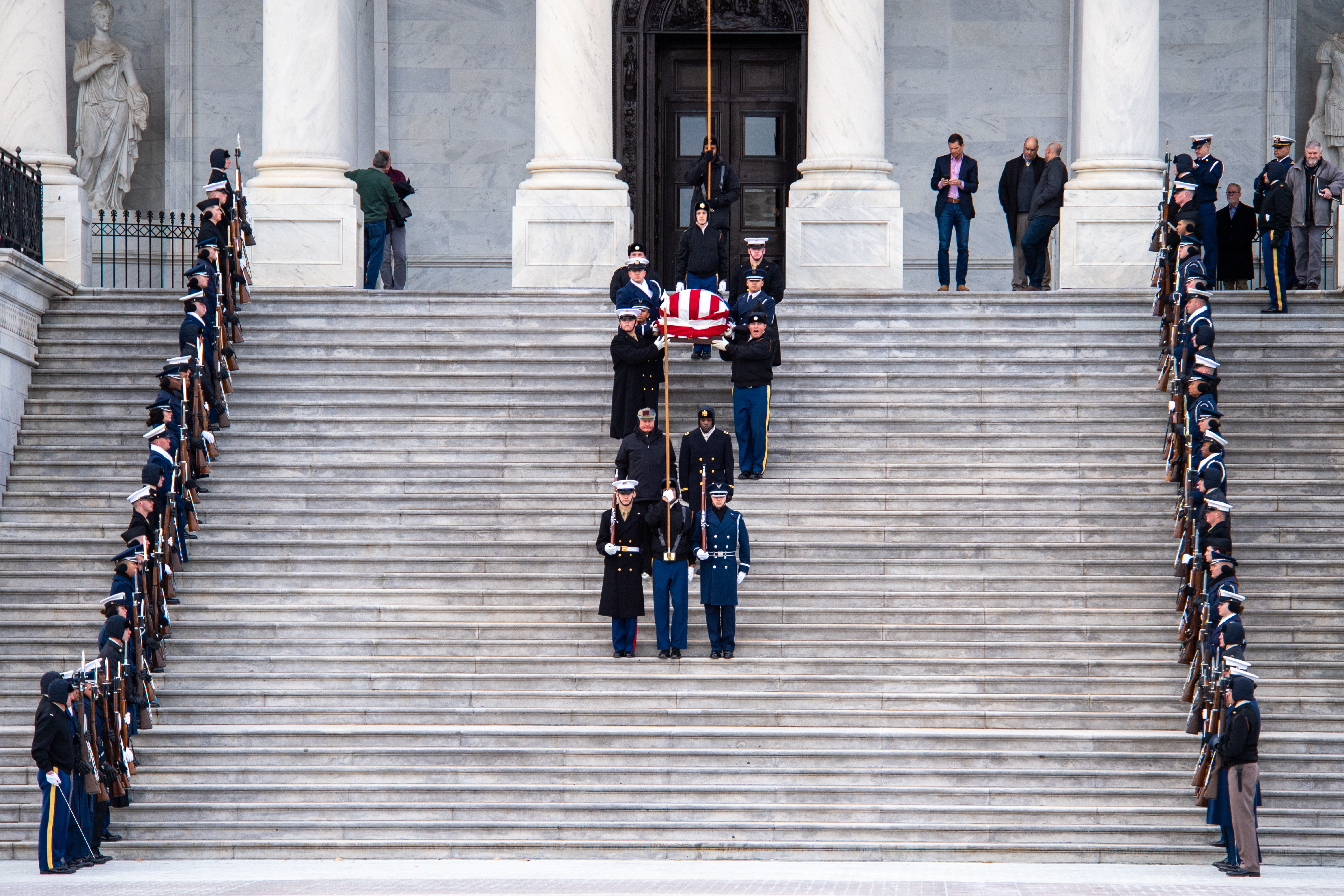
運ばれてゆくカーターの棺

1月4日、カーターの棺がジョージア州からワシントンD.C.に向かうため車列で運ばれていった。移動の際、ジョージア州議会議員らがカーターに敬礼と黙祷を捧げた。1月7日に棺はワシントンD.C.に到着した。1月9日、棺はワシントン大聖堂に安置され、国葬が始まった。アメリカ国内からは大統領経験者のビル・クリントン、ジョージ・W・ブッシュ、ドナルド・トランプ、バラク・オバマ、ジョー・バイデンの5人、日本からは石破茂首相の特使として菅義偉元首相、カナダからジャスティン・トルドーそして国際連合からアントニオ・グテーレス国連事務総長などアメリカ国内を合わせると90人以上が参列した。そしてカーター一族から5人が参列しており、ジミー・カーターの妻は2023年に死去していたばかりであった。